# Zettabyte
Un zettabyte és una unitat d'emmagatzematge que segueix la pauta del Sistema Internacional d'Unitats, de símbol ZB. Equival a 1021 bytes.
El prefix, adoptat el 1991, ve del llatí septem, que significa set, ja que equival a 10007 unitats.
1 zettabyte són 1.000 milions de terabytes.
1000 zettabytes equivalen a un yottabyte.
El 2013, a Internet hi havia emmagatzemats 4 zettabytes d'informació.